# P-ń VI
P-ń VI (skrót od Poznański czerwiec) – debiutancki album studyjny projektu 52 Dębiec polskiego rapera Hansa (który uznaje go za swój album solowy), powstałego na bazie tymczasowo nieaktywnej grupy Pięć Dwa. Wydany 15 września 2003 roku nakładem oficyny UMC Records, w przeważającej większości wyprodukowany przez Hansa pod alternatywnym pseudonimem SPM. Oprócz niego trzy wyprodukował Doniu, a dwa DJ Decks. Gościnnie na płycie wystąpili między innymi Ski Skład, Ascetoholix i Wiśnix.
Tytuł płyty nawiązuje do wydarzeń poznańskiego strajku z czerwca 1956 roku.
Nagrania dotarły do 46. miejsca listy OLiS.
Pochodząca z albumu piosenka „Konfrontacje” znalazła się na liście 120 najważniejszych polskich utworów hip-hopowych według serwisu T-Mobile Music.

## Lista utworów
Opracowano na podstawie materiału źródłowego.
1. „Wjazd” (produkcja: SPM) – 00:18
2. „Siła” (produkcja: SPM, scratche: DJ Hen) – 03:21
3. „Ci źli” (produkcja: SPM) – 06:03
4. „Incydent” (produkcja: SPM) – 00:12
5. „Policyjne cz. 1" (produkcja: SPM, gościnnie: Panczo) – 02:16
6. „Policyjne cz. 2" (produkcja: SPM, scratche: DJ Hen, gościnnie: Ron) – 01:42
7. „Incydent” (produkcja: SPM) – 00:07
8. „Kto?!” (produkcja: SPM, gościnnie: Ski Skład) – 04:56[i]
9. „Zawodnik(t)” (produkcja: SPM, scratche: DJ Story) – 02:43
10. „Pies” (produkcja: SPM) – 04:46
11. „Piekło” (produkcja: SPM) – 00:25
12. „Konfrontacje” (produkcja: DJ Decks) – 03:44
13. „Kęs” (produkcja: SPM) – 04:27
14. „Telefon” (produkcja: SPM) – 00:23
15. „Dębiec, Dębiec” (produkcja: Doniu) – 04:58
16. „Polacy” (produkcja: SPM) – 00:21
17. „To my!” (produkcja: DJ Decks, gościnnie: Ascetoholix) – 04:24[ii]
18. „Bud-Inglisz” (produkcja: SPM) – 00:16
19. „5-2 I Gp” (produkcja: SPM, gościnnie: Ron) – 03:37
20. „Graffiti” (produkcja: SPM, gościnnie: Wiśniowy, scratche: DJ Show) – 02:26
21. „Siła (Remix)” (produkcja: Doniu) – 03:26
22. „Pow Pow” (produkcja: SPM) – 00:44
23. „Drut” (produkcja: Doniu, gościnnie: Wiśniowy) – 04:48[iii]
24. „Wyjazd” (produkcja: SPM) – 00:19

Uwagi
1. ↑  W utworze wykorzystano sample z piosenki „Proszę przebacz” w wykonaniu Czesława Niemena[8].
2. ↑  W utworze wykorzystano sample z piosenki „Joshua Fit the Battle” w wykonaniu zespołu Conny Mitchell Orchestra & Singers[8].
3. ↑  W utworze wykorzystano sample z piosenki „Only Sixteen” w wykonaniu Sama Cooke’a[8].